# Football Club de Majicavo Koropa
Maillots
Le Football Club de Majicavo Koropa, plus couramment abrégé en FC Koropa, est un club français de football fondé en 1994 et basé à Majicavo Koropa, village de la commune de Koungou.
Le club joue ses matchs à domicile au Stade de Majicavo, doté de 500 places.

## Histoire
Il est le fruit de la fusion entre deux clubs du village, le David Club (créé en 1981) et Onze Frères (créé en 1990).

## Palmarès
| Compétitions nationales                           |
| ------------------------------------------------- |
| - Championnat de Mayotte (1) : - Champion : 2012. |

## Présidents du club
- Attoumani Abdallah[5]